# Pierangelo Cibien
Pierangelo Cibien (Auronzo di Cadore, 17 aprile 1968) è un ex hockeista su ghiaccio italiano.

## Carriera
Cibien è stato un difensore molto fisico, anche grazie alla sua stazza, ed era dotato di un potente tiro che gli ha consentito un notevole numero di reti nonostante il ruolo.
Nacque e crebbe ad Auronzo di Cadore, ed ha esordito in massima serie a sedici anni, con la locale squadra dell'Hockey Club Auronzo nella stagione 1984-1985. Rimasto in Cadore fino al 1987, ha poi vestito le maglie di Cortina (1987-1988), Milano Saima (1988-1990), Asiago (in tre distinti periodi: 1990-1993, 1995-1996 e 2000-2003), CourmAosta (1993-1995 e 1996-1998) e Merano (1998-1999).
Ha vestito a lungo anche la maglia azzurra, sia a livello giovanile (ha disputato due edizioni del Campionato europeo di hockey su ghiaccio Under-18 ed altrettante del Campionato mondiale di hockey su ghiaccio Under-20) che nella nazionale maggiore, con la quale ha esordito nel marzo 1989 in occasione di un'amichevole contro una squadra di club cecoslovacca, il TJ Gottwaldov, scendendo poi sul ghiaccio alcuni giorni anche dopo contro l'Austria. In azzurro ha disputato anche un'edizione dei mondiali, nel 1993.
Dopo il ritiro si è trasferito in Messico, sull'isola di Cozumel.

## Palmarès
- Campionato italiano: 2

Merano: 1998-1999
Asiago: 2000-2001
- Coppa Italia: 2

Asiago: 2000-2001, 2001-2002